# Denisa Rosolová
Denisa Helceletová, dříve Rosolová, rozená Ščerbová, (* 21. srpna 1986 Karviná) je bývalá česká atletka, závodící za atletický klub USK Praha pod vedením trenérky Martiny Blažkové. Věnovala se i víceboji a skoku dalekému, její hlavní disciplínou byl ale zejména sprint (především 200 m a 400 m) a od roku 2012 běh na 400 metrů překážek. V roce 2011 se stala v Paříži halovou mistryní Evropy v běhu na 400 metrů a o rok později mistryní Evropy v běhu na 400 metrů překážek. Je několikanásobnou mistryní České republiky „pod otevřeným nebem“ i v hale.

## Kariéra
Svou atletickou dráhu nastartovala jako malá dívka v Atletickém klubu v Orlové. Pod vedením trenéra Jana Bardase prošla prvními atletickými krůčky (a skoky) až do svého odchodu na sportovní gymnázium Dany a Emila Zátopkových v Ostravě-Zábřehu. V klubu AK SSK Vítkovice trénovala několik let pod vedením trenéra Aleše Dudy. V roce 2009 přestoupila do USK Praha, kde se připravovala v tréninkové skupině Martiny Blažkové.

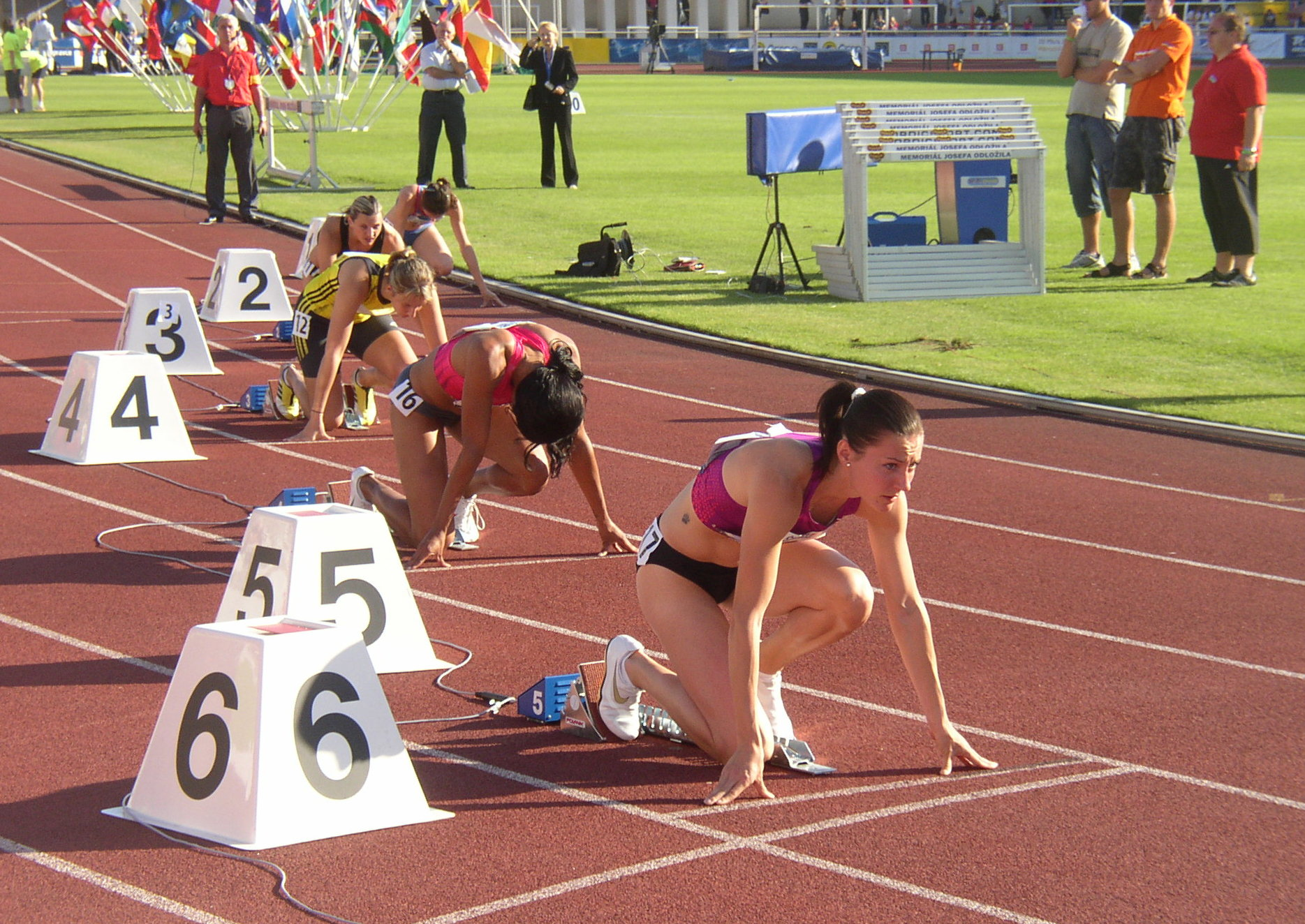
Denisa Rosolová (v dráze 5) připravena ke startu běhu na 200 m na pražském Memoriálu Josefa Odložila 2010

Jejími nejlepšími dosavadními mezinárodními výsledky jsou: Vítězství ve skoku dalekém na juniorském mistrovství světa v italském Grossetu v roce 2004 (výkon 6,61 m), a 3. místo v téže disciplíně na halovém mistrovství Evropy 2007 v anglickém Birminghamu (výkon 6,64 m).
Z dalších mezinárodních výsledků to bylo druhé místo ve skoku dalekém na mistrovství světa do 17 let v kanadském Sherbrooke v roce 2003 (výkon 6,40 m; ztráta na první místo pouze 1 cm).
Na olympijských hrách v Athénách 2004 reprezentovala ve skoku dalekém (výkon 6,39 m nestačil na postup z kvalifikace). V roce 2006 startovala coby sedmibojařka na atletickém mistrovství Evropy ve švédském Göteborgu, ale pro zranění kotníku musela ze soutěže odstoupit právě ve své nejsilnější disciplíně, skoku do dálky.
V únoru roku 2008 překonala svůj vlastní národní rekord v halovém ženském pětiboji výkonem 4632 bodů. Zároveň se výkonem 8.20 s v běhu na 60 metrů překážek kvalifikovala na halové mistrovství světa do Valencie.
V březnu roku 2009 obsadila 10. místo při pětiboji na halovém evropském šampionátu v Turíně.
Dne 27. května 2010 na mítinku Zlaté tretry v Ostravě zaběhla osobní rekord na 400 metrů v hodnotě 50,85 sekundy a nominovala se na mistrovství Evropy v atletice 2010 v Barceloně. Na ME v Barceloně se probojovala do finále, kde s časem 50,90 sekundy obsadila 5. místo. Dne 5. března 2011 se na HME v Paříži stala halovou mistryní Evropy v běhu na 400 metrů, a to časem nového osobního rekordu 51,73 sekundy.
Na jaře 2012 Denisa znovu změnila disciplínu, začala se věnovat běhu na 400 m překážek. Splnila v této disciplíně kvalifikační limity na ME 2012 v Helsinkách i na OH 2012 v Londýně. Na ME 2012 v Helsinkách pak vybojovala stříbrnou medaili v osobním rekordu na této trati 54,24 sekundy. Navíc přidala bronzovou medaili ze štafety na 4 × 400 m. Na olympijských hrách v Londýně 2012 se v běhu na 400 m překážek probojovala do finále, kde se skončila 7. místě časem 55,27.
Na HME 2013 se ve štafetě 4 × 400 m umístila na bronzové pozici. Štafetu tentokrát rozbíhala, po ní následovaly Jitka Bartoničková, Lenka Masná a Zuzana Hejnová jako finišmanka.
Na letní mistrovství světa v Moskvě odjížděla se splněnými limity na tratích 400 m i 400 m překážek. Dala však přednost startu na trati 400 m překážek. V roce 2013 byl její nejlepší výkon na této trati před mistrovstvím světa čas 54,38 s dosažený 6. července na mítinku Diamantové ligy v Paříži. Na mistrovství světa se kvalifikovala i jako členka štafety 4×400 m.
Na mistrovství světa v atletice 2013 v Moskvě vypadla v závodu na 400 m př. v semifinále, když ve svém běhu skončila čtvrtá (přímo do finále postupovaly první tři běžkyně) a čas 55,14 s na postup nestačil. Úspěšnější byla, i přes zdravotní problémy v přípravě, na mistrovství Evropy v Curychu v roce 2014. Probojovala se zde do finále běhu na 400 metrů překážek. Dlouho bojovala s Britkou Childovou o vítězství, nakonec ji až v posledních metrech závodu předstihly Ukrajinka Hanna Titimecová (v osobním rekordu 54,56), i obhájkyně zlata Irina Davydovová (54,60). Rosolová tak skončila čtvrtá v čase 54,70.

## Úspěchy na MČR

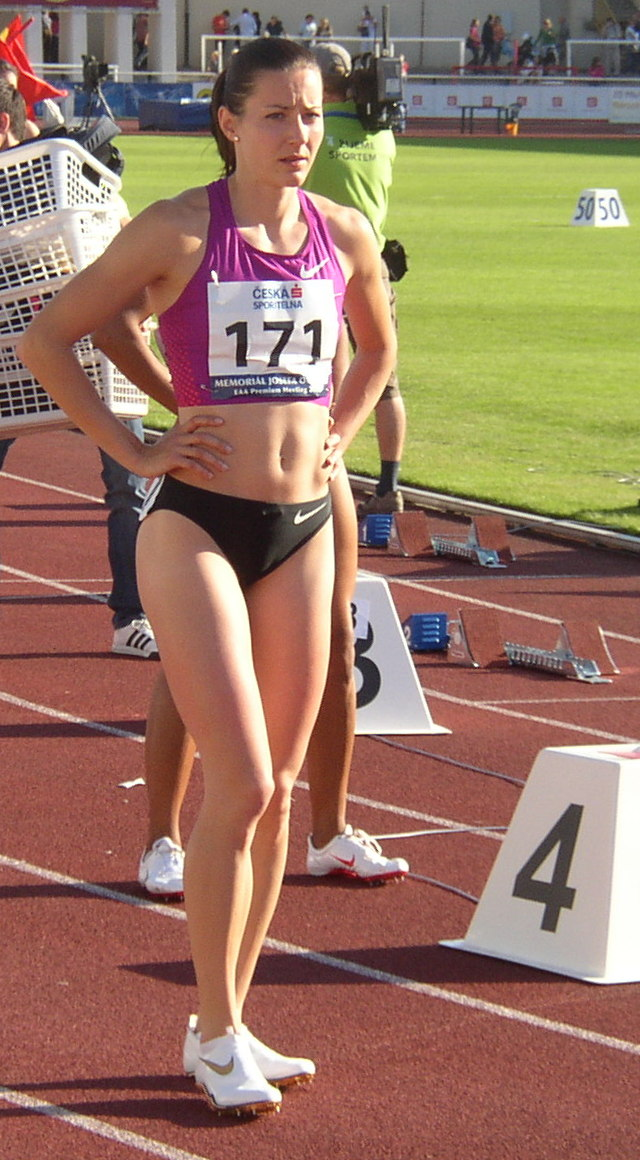
Denisa Rosolová při pražském Memoriálu Josefa Odložila 2010

### MČR na dráze
- 2004 Plzeň, skok daleký: 1. místo (6,68 m; druhý nejlepší český výkon všech dob)
- 2005 Kladno, skok daleký: 3. místo (6,34 m)
- 2006 Tábor, sedmiboj: 1. místo (5 828 bodů)
- 2006 Praha, skok daleký: 2. místo (6,48 m)
- 2007 Třinec, skok daleký: 1. místo (6,56 m)
- 2008 Tábor, skok daleký: 1. místo (6,52 m), 200m: 1. místo (23,56 s)
- 2009 Praha, 200m: 2. místo (24,24 s)
- 2010 Třinec, 200m: 1. místo (23,62 s)

### MČR v hale
- 2004 Praha, skok daleký: 1. místo (6,61 m)
- 2005 Praha, skok daleký: 1. místo (6,40 m), 60m: 3. místo (7,55 s)
- 2006 Praha, skok daleký: 1. místo (6,44 m), 60m př.: 3. místo (8,50 s)
- 2009 Praha, skok daleký: 1. místo (6,45 m)
- 2010 Praha, 400m: 1. místo (53,34 s)

### Osobní rekordy
- Běh na 100 m: 11,61 s (2010)
- Běh na 200 m: 23,03 s (2010)
- Běh na 400 m: 50,85 s (2010)
- Běh na 400 m v hale: 51,73 s (2011)
- 400 m přek.: 54,24 s (2012)
- sedmiboj: 6 104 bodů (2008)
- halový pětiboj: 4 632 bodů (2008), halový rekord ČR
- skok daleký: 6,68 m (2004), druhý nejlepší český výkon všech dob
- skok daleký v hale: 6,64 m (2005), halový rekord ČR

## Osobní život
V roce 2004 chodila s výškařem Jaroslavem Bábou.
Dne 13. listopadu 2008 se po roční známosti provdala za českého tenistu Lukáše Rosola a přijala příjmení Rosolová. Na jaře 2011 se však manželé rozvedli.
Dne 11. listopadu 2017 se na vyhlášení nejlepšího Atleta roku 2017 zasnoubila s desetibojařem Adamem Sebastianem Helceletem. 15. června 2019 se za něho provdala a přijala příjmení Helceletová.
Dne 19. listopadu 2017 oznámila ve svých 31 letech ukončení atletické kariéry z důvodu těhotenství. Ve čtvrtek 17. května 2018 se jim narodila dcera Evelin. Do budoucna by se chtěla věnovat trenérské práci. V úterý 14.9.2021 se jí narodila druhá dcera Anastasie.